# Ronde van Keulen 2014
De 98e editie van de wielerwedstrijd Ronde van Keulen werd gehouden op 21 april 2014. De start was in Hückeswagen, de finish in Keulen. De wedstrijd maakte deel uit van de UCI Europe Tour 2014, in de categorie 1.1. In 2013 won de Belg Sébastien Delfosse. Dit jaar won de Ierse spurter Sam Bennett.

## Deelnemende ploegen
| WorldTour               | ProContinentaal      | Continentaal                   | Nationaal |
| ----------------------- | -------------------- | ------------------------------ | --------- |
| Belkin Pro Cycling Team | Team NetApp-Endura   | Bike Aid-Ride for Help         | Duitsland |
|                         | Wanty-Groupe Gobert  | LKT Team Brandenburg           |           |
|                         | CCC Polsat Polkowice | MLP Team Bergstraße            |           |
|                         | MTN-Qhubeka          | Rad-net Rose Team              |           |
|                         |                      | Team Heizomat                  |           |
|                         |                      | Team Kuota                     |           |
|                         |                      | Team Stölting                  |           |
|                         |                      | Team Stuttgart                 |           |
|                         |                      | Team Vorarlberg                |           |
|                         |                      | Tirol Cycling Team             |           |
|                         |                      | Synergy Baku Cycling Project   |           |
|                         |                      | Veranclassic-Doltcini          |           |
|                         |                      | ActiveJet Team                 |           |
|                         |                      | Etixx                          |           |
|                         |                      | Christina Watches-Kuma         |           |
|                         |                      | Riwal Cycling Team             |           |
|                         |                      | Adria Mobil                    |           |
|                         |                      | Giant-Shimano Development Team |           |
|                         |                      | An Post-Chainreaction          |           |

## Uitslag
| Plaats  | Naam                   | Ploeg                          | tijd     |
| ------- | ---------------------- | ------------------------------ | -------- |
| Winnaar | Sam Bennett            | Team NetApp-Endura             | 4u39'28" |
| 2       | Barry Markus           | Belkin Pro Cycling Team        | z.t.     |
| 3       | Gerald Ciolek          | MTN-Qhubeka                    | z.t.     |
| 4       | Enrico Rossi           | Christina Watches-Kuma         | z.t.     |
| 5       | Asbjørn Kragh Andersen | Christina Watches-Kuma         | z.t.     |
| 6       | Alexander Krieger      | Team Stuttgart                 | z.t.     |
| 7       | Willi Willwohl         | LKT Team Brandenburg           | z.t.     |
| 8       | Martin Weiss           | Tirol Cycling Team             | z.t.     |
| 9       | Stefan Schäfer         | LKT Team Brandenburg           | z.t.     |
| 10      | Jan-Niklas Droste      | Team Heizomat                  | z.t.     |
| 11      | Alexis Guerin          | Etixx                          | z.t.     |
| 12      | Shane Archbold         | An Post-Chainreaction          | z.t.     |
| 13      | Nils Politt            | Team Stölting                  | z.t.     |
| 14      | Björn Thurau           | Duitsland                      | z.t.     |
| 15      | Matej Mugerli          | Adria Mobil                    | z.t.     |
| 16      | Jan Brockhoff          | Giant-Shimano Development Team | z.t.     |
| 17      | Sean Patrick Downey    | An Post-Chainreaction          | z.t.     |
| 18      | Matthew Brammeier      | Synergy Baku Cycling Project   | z.t.     |
| 19      | Wouter Mol             | Veranclassic-Doltcini          | z.t.     |
| 20      | Christoph Pfingsten    | Duitsland                      | z.t.     |

## UCI Europe Tour
In deze Ronde van Keulen zijn punten te verdienen voor de ranking in de UCI Europe Tour 2014. Enkel renners die uitkomen voor een (pro-)continentale ploeg, maken aanspraak om punten te verdienen.
| #  | Renner                 | Ploeg                   | Punten |
| -- | ---------------------- | ----------------------- | ------ |
| 1  | Sam Bennett            | Team NetApp-Endura      | 80     |
| 2  | Barry Markus           | Belkin Pro Cycling Team | 56     |
| 3  | Gerald Ciolek          | MTN-Qhubeka             | 32     |
| 4  | Enrico Rossi           | Christina Watches-Kuma  | 24     |
| 5  | Asbjørn Kragh Andersen | Christina Watches-Kuma  | 20     |
| 6  | Alexander Krieger      | Team Stuttgart          | 16     |
| 7  | Willi Willwohl         | LKT Team Brandenburg    | 12     |
| 8  | Martin Weiss           | Tirol Cycling Team      | 8      |
| 9  | Stefan Schäfer         | LKT Team Brandenburg    | 7      |
| 10 | Jan-Niklas Droste      | Team Heizomat           | 6      |
| 11 | Alexis Guerin          | Etixx                   | 5      |
| 12 | Shane Archbold         | An Post-Chainreaction   | 3      |

1990 · 
1991 · 
1992 · 
1993 · 
1994 · 
1995 · 
1996 · 
1997 · 
1998 ·
1999 · 
1990 · 
2000 · 
2001 · 
2002 · 
2003 · 
2004 · 
2005 · 
2006 · 
2007 · 
2008 ·
2009 · 
2010 · 
2011 · 
2012 · 
2013 · 
2014 · 
2015 · 
2016 · 
2017 · 
2018 · 
2019 ·
2020 ·
2021 ·
2022 ·
2023 ·
2024
Etappewedstrijden

 Ster van Bessèges ·
 Ronde van de Middellandse Zee ·
 Ruta del Sol ·
 Ronde van de Algarve ·
 Ronde van de Haut-Var ·
 Driedaagse van West-Vlaanderen ·
 Internationale Wielerweek ·
 Internationaal Wegcriterium ·
 Driedaagse van De Panne-Koksijde ·
 Ronde van de Sarthe ·
 Ronde van Trentino ·
 Ronde van Turkije ·
 Vierdaagse van Duinkerke ·
 Ronde van Azerbeidzjan ·
 Szlakiem Grodów Piastowskich ·
 Ronde van Castilië en León ·
 Ronde van Picardië ·
 Ronde van Noorwegen ·
 World Ports Classic ·
 Ronde van Beieren ·
 Ronde van België ·
 Tour des Fjords ·
 Ronde van Estland ·
 Ronde van Luxemburg ·
 Boucles de la Mayenne ·
 Ster ZLM Toer ·
 Ronde van Slovenië ·
 Route du Sud ·
 Ronde van Oostenrijk ·
 Sibiu Cycling Tour ·
 Ronde van Wallonië ·
 Ronde van Portugal ·
 Ronde van Denemarken ·
 Ronde van de Ain ·
 Ronde van Burgos ·
 Arctic Race of Norway ·
 Ronde van de Limousin ·
 Ronde van Poitou-Charentes ·
 Ronde van Groot-Brittannië ·
 Ronde van Gévaudan Languedoc-Roussillon ·
 Eurométropole Tour
Eendaagse wedstrijden

 GP La Marseillaise ·
 Grote Prijs van de Etruskische Kust ·
 Trofeo Palma ·
 Trofeo Ses Salines ·
 Trofeo Serra de Tramuntana ·
 Trofeo Platja de Muro ·
 Trofeo Laigueglia ·
 Ronde van Murcia ·
 Omloop Het Nieuwsblad ·
 Classic Sud Ardèche ·
 GP Lugano ·
 Clásica de Almería ·
 Kuurne-Brussel-Kuurne ·
 La Drôme Classic ·
 Le Samyn ·
 GP Città di Camaiore ·
 Strade Bianche ·
 Roma Maxima ·
 Ronde van Drenthe ·
 Dwars door Drenthe ·
 Nokere Koerse ·
 GP Nobili Rubinetterie ·
 Handzame Classic ·
 Classic Loire-Atlantique ·
 Grote Prijs van Cholet-Pays de Loire ·
 Dwars door Vlaanderen ·
 Route Adélie de Vitré ·
 Volta Limburg Classic ·
 Grote Prijs Miguel Indurain ·
 Ronde van La Rioja ·
 Scheldeprijs ·
 GP Cerami ·
 Klasika Primavera ·
 Parijs-Camembert ·
 Brabantse Pijl ·
 GP Denain ·
 Ronde van de Finistère ·
 Tro Bro Léon ·
 Ronde van Keulen ·
 La Roue Tourangelle ·
 Rund um den Finanzplatz Eschborn-Frankfurt ·
 Ronde van de Somme ·
 ProRace Berlin ·
 Grote Prijs van Plumelec ·
 Boucles de l'Aulne ·
 Ronde van Zeeland Seaports ·
 GP Kanton Aargau ·
 Ronde van Limburg ·
 Ronde van de Apennijnen ·
 Halle-Ingooigem ·
 Prueba Villafranca de Ordizia ·
 GP Industria & Artigianato-Larciano ·
 Ronde van Toscane ·
 Circuito de Getxo ·
 Polynormande ·
 RideLondon Classic ·
 GP Stad Zottegem ·
 Arnhem-Veenendaal Classic ·
 Châteauroux Classic de l'Indre ·
 Druivenkoers Overijse ·
 Brussels Cycling Classic ·
 GP Fourmies ·
 Ronde van de Doubs ·
 GP Jef Scherens ·
 Coppa Bernocchi ·
 GP van Wallonië ·
 Coppa Agostoni ·
 Ronde van de Drie Valleien ·
 Kampioenschap van Vlaanderen ·
 Grote Prijs Impanis-Van Petegem ·
 Memorial Marco Pantani ·
 GP Industria & Commercio di Prato ·
 GP van Isbergues ·
 Omloop van het Houtland ·
 Duo Normand ·
 Milaan-Turijn ·
 Ronde van het Münsterland ·
 Ronde van de Vendée ·
 Memorial Frank Vandenbroucke ·
 Coppa Sabatini ·
 Parijs-Bourges ·
 Ronde van Emilia ·
 Parijs-Tours ·
 GP Beghelli ·
 Nationale Sluitingsprijs ·
 Chrono des Nations